# Krajtovka dvoubarvá
Krajtovka dvoubarvá (Loxocemus bicolor) je had a jediný zástupce čeledi krajtovkovitých. Ačkoliv se často řadí mezi krajty, tak je mnohem příbuznější s duhovci. Proto je daleko vhodnější vlastní čeleď, protože jde o poměrně výjimečného hada.

## Rozšíření
Je to jediná krajta, která se vyskytuje v Americe. Žije v oblasti od jihu Mexika až po Kostariku, v současnosti nejsou známy žádné poddruhy.

## Popis
Jde o asi metr dlouhého hada, který však někdy dosahuje až 150 centimetrů délky. Jde o hrabavého hada, proto má zploštělou hlavu a zašpičatělý ocas. Na rozdíl od jiných podzemních hadů má dobrý zrak. Její tělo je masivní a svalnaté. Zbarvena bývá v různých hnědých odstínech, někdy i do červena nebo do šeda. Bříško má krémově žluté nebo bílé.

## Potrava
Jde o hada, který si kořist příliš nevybírá. Loví malé savce, ptactvo, ještěrky, zajímavé je, že pojídá i leguaní a želví vejce.

## Rozmnožování
Krajtovky kladou až 4 vejce, o která se samice stará. V zajetí se odchov doposud nezdařil. Mláďata pohlavně dospívají až v pěti až šesti letech.